# François Fassone
François Fassone est un footballeur français né le 18 juillet 1926 à Nice (Alpes-Maritimes) et mort dans cette même ville le 16 décembre 2002. 
Il a évolué comme attaquant à l'OGC Nice dans l'immédiat après-guerre. Il participe à la montée des Aiglons parmi l'élite en 1948. Après un passage au SC Toulon, il revient à Nice et est champion de France en 1951. 
Il a entrainé les joueurs du SC Bastia de 1961 à 1963.

## Palmarès
- Champion de France en 1951 avec l'OGC Nice
- Champion de France D2 en 1948 avec l'OGC Nice